# Aruba nos Jogos Pan-Americanos de 2007
Aruba competiu nos Jogos Pan-Americanos de 2007 no Rio de Janeiro, no Brasil. A maior esperança para medalhas era Bryan Elisabeth do ciclismo, mas a delegação do país acabou não conquistando nenhuma medalha no Rio de Janeiro.

## Desempenho

### Ciclismo
| Atleta     | Evento        | Qualificatória | Qualificatória | Semifinal | Semifinal | Final       | Final       |
| Atleta     | Evento        | Bateria        | Posição        | Tempo     | Posição   | Tempo       | Posição     |
| ---------- | ------------- | -------------- | -------------- | --------- | --------- | ----------- | ----------- |
| José Reyes | BMX masculino | 3              | 3º             | 40,544    | 10º       | Não avançou | Não avançou |

### Judô
Masculino
| Fiderd Vis | -81 kg | Francisco Ayala D 0000-1000 | Não avançou | Não avançou | Não avançou | Não avançou | Não avançou | Não avançou | Não avançou | Não avançou | Não avançou |